# Portakabin

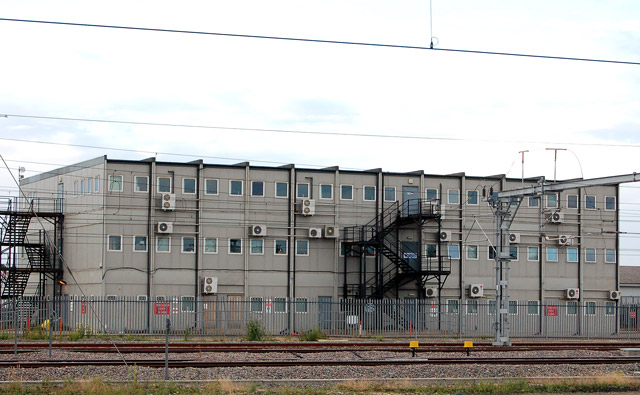
Meerdere portakabineenheden gecombineerd tot tijdelijk gebouw

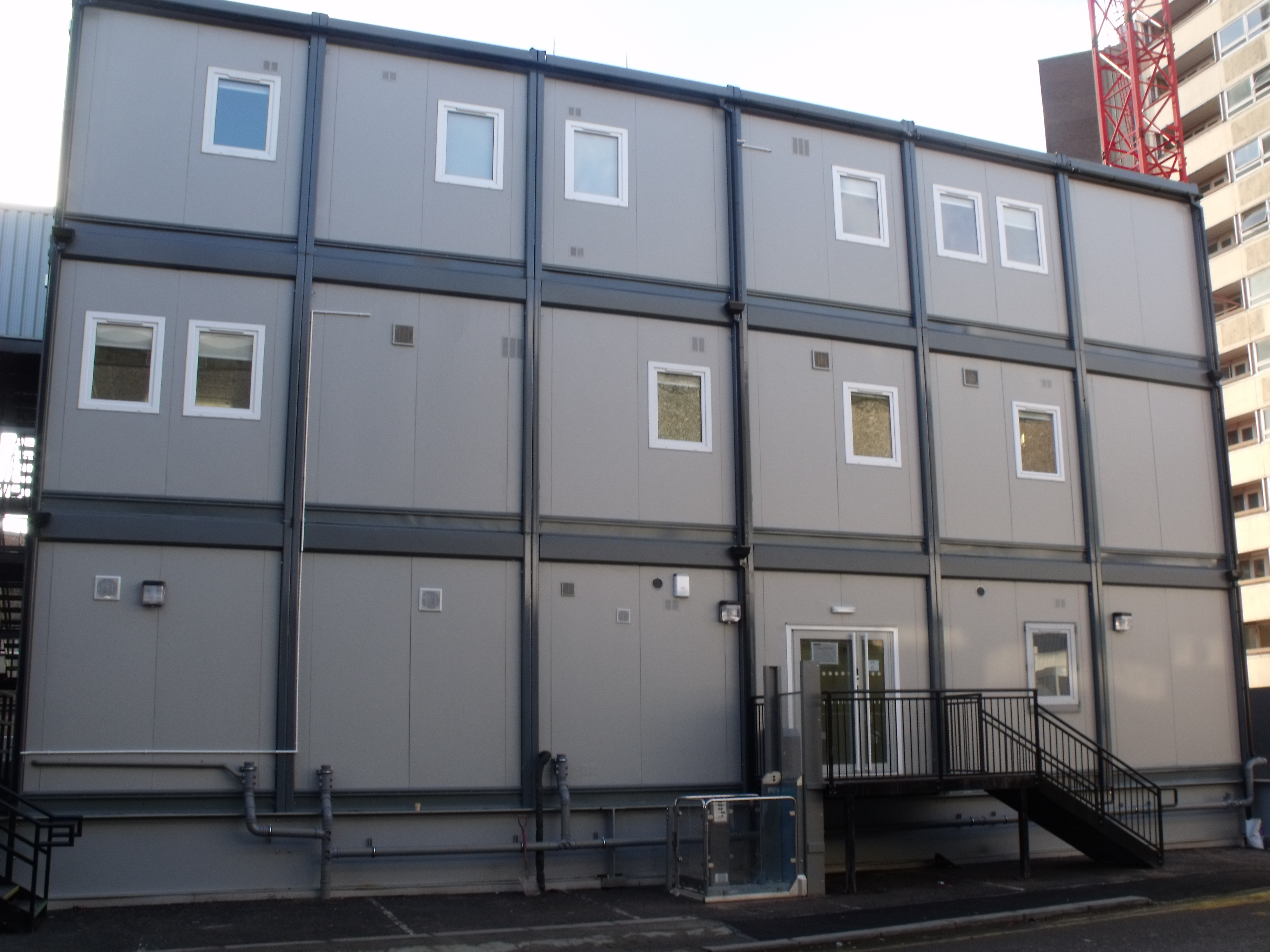
portakabins in Birmingham

Portakabin is een merknaam die als soortnaam wordt gebruikt. Het betreft een verplaatsbaar bouwwerk van gestandaardiseerde afmetingen bedoeld om werkzaamheden in te verrichten of als tijdelijke verblijfsruimte. 

## Omschrijving
De eenheden worden gebruikt voor (tijdelijke) huisvesting, als kantoor, klaslokaal, noodhuisvesting of werkruimte. Meerdere eenheden kunnen worden gebruikt om aaneengeschakeld een groter gebouw te maken. De eenheden zijn verplaatsbaar, stapelbaar en voorzien van diverse basisbenodigdheden als aansluitingen, toiletten en sanitair. In Nederland valt een portakabin onder het onroerend goed.

## Herkomst naam
De naam komt van het bedrijf dat deze bouwunits van oorsprong op de markt bracht; Portakabin Ltd, dat later onderdeel werd van de Shepherd Building Group. Het breder gebruik van de naam is een vorm van merkverwatering. Alleen de eigenaar mag het merk voeren, vergelijkbare producten van andere bedrijven mogen niet verkocht worden onder deze naam.